# Élections sénatoriales de 2020 dans la Seine-Maritime
Les élections sénatoriales dans la Seine-Maritime ont lieu le dimanche 27 septembre 2020. Elles ont pour but d'élire les sénateurs représentant le département au Sénat pour un mandat de six années.

## Contexte départemental
Lors des élections sénatoriales de 2014 dans la Seine-Maritime, six sénateurs ont été élus selon un mode de scrutin proportionnel.
Depuis, tous les effectifs du collège électoral des grands électeurs ont été renouvelés, avec les élections départementales de 2015, les élections régionales de 2015, les élections législatives de 2017 et les élections municipales de 2020.

## Sénateurs sortants
| Sénateur | Sénateur                 | Parti | Fonctions lors de l'élection en 2014      |
| -------- | ------------------------ | ----- | ----------------------------------------- |
|          | Céline Brulin            | PCF   | Conseillère municipale de Bolbec          |
|          | Didier Marie             | PS    | Sénateur sortant                          |
|          | Nelly Tocqueville        | PS    | Maire de Saint-Pierre-de-Manneville       |
|          | Pascal Martin            | MR    | Conseiller général, maire de Montville    |
|          | Catherine Morin-Desailly | LC    | Sénatrice sortante, conseillère régionale |
|          | Agnès Canayer            | LR    | Adjointe au maire du Havre                |

## Présentation des listes et des candidats
Les nouveaux représentants sont élus pour une législature de 6 ans au suffrage universel indirect par les 3 160 grands électeurs du département. Dans la Seine-Maritime, les sénateurs sont élus au scrutin proportionnel plurinominal. Leur nombre reste inchangé, six sénateurs sont à élire et huit candidats doivent être présentés sur la liste pour qu'elle soit validée. Chaque liste de candidats est obligatoirement paritaire et alterne entre les hommes et les femmes. Plusieurs listes seront déposées dans le département. Elles sont présentées ici dans l'ordre de leur dépôt à la préfecture et comportent l'intitulé figurant aux dossiers de candidature.

### Parti communiste
| N° | Candidats | Candidats        | Parti | Principales fonctions             |
| -- | --------- | ---------------- | ----- | --------------------------------- |
| 01 |           | Céline Brulin    | PCF   | Sénatrice sortante                |
| 02 |           | Noël Levillain   | PCF   | Maire de Tourville-la-Rivière     |
| 03 |           | Chantal Benoit   | DVG   | Maire de Le Caule-Sainte-Beuve    |
| 04 |           | Nicolas Langlois | PCF   | Maire de Dieppe                   |
| 05 |           | Myriam Mulot     | DVG   | Maire de Notre-Dame-de-Bondeville |
| 06 |           | Eddie Facque     | PCF   | Maire de Flocques                 |
|    |           |                  |       |                                   |
| 07 |           | Christine Morel  | PCF   | Maire d'Harfleur                  |
| 08 |           | David Fleury     | DVG   | Maire de Bornambusc               |

### Europe Écologie Les Verts
| N° | Candidats | Candidats                | Parti | Principales fonctions                  |
| -- | --------- | ------------------------ | ----- | -------------------------------------- |
| 01 |           | Véronique Bérégovoy      | EÉLV  |                                        |
| 02 |           | Jean-Yves Billoré-Tennah | G.s   | Maire de Tôtes                         |
| 03 |           | Bénédicte Martin         | EÉLV  | Conseillère municipales de Fécamp      |
| 04 |           | Pierre-Emmanuel Hautot   | EÉLV  | Conseiller municipal de Beaurepaire    |
| 05 |           | Isabelle Robert          | EÉLV  |                                        |
| 06 |           | Stéphane Martot          | EÉLV  | Conseiller municipal de Rouen          |
|    |           |                          |       |                                        |
| 07 |           | Annick Bonneau           | EÉLV  | Conseillère municipale de Bihorel      |
| 08 |           | Abdelghani Rabhi         | EÉLV  | Conseiller municipal du Petit-Quevilly |

### Parti socialiste
| N° | Candidats | Candidats            | Parti | Principales fonctions                                 |
| -- | --------- | -------------------- | ----- | ----------------------------------------------------- |
| 01 |           | Didier Marie         | PS    | Sénateur sortant, conseiller municipal d'Elbeuf       |
| 02 |           | Nelly Tocqueville    | PS    | Sénatrice sortante, conseillère municipale de Maromme |
| 03 |           | Jean-Pierre Thévenot | PS    | Maire de Cany-Barville                                |
| 04 |           | Joëlle Lavenu        | PS    | Maire de Saint-Pierre-Lavis                           |
| 05 |           | Guillaume Coutey     | PS    | Conseiller départemental                              |
| 06 |           | Claudine Briffard    | PS    | Adjointe au maire d'Eu                                |
|    |           |                      |       |                                                       |
| 07 |           | Antoine Brument      | PS    | Maire de Martigny                                     |
| 08 |           | Karine Buquet        | PS    | Maire de Croisy-sur-Andelle                           |

### Les Radicaux de gauche
| N° | Candidats | Candidats         | Parti | Principales fonctions                   |
| -- | --------- | ----------------- | ----- | --------------------------------------- |
| 01 |           | Mickaël Baron     | LRDG  | Conseiller municipal de Sandouville     |
| 02 |           | Catherine Omont   | LRDG  | Conseillère municipale de Montivilliers |
| 03 |           | Gilles Scherrer   | LRDG  | Ancien conseiller municipal de Bihorel  |
| 04 |           | Chantal Beaudouin | LRDG  | Conseillère municipale à Lillebonne     |
| 05 |           | Francis Crevel    | LRDG  |                                         |
|    |           |                   |       |                                         |
| 06 |           | Émilie Levesque   | LRDG  |                                         |
| 07 |           | Paul Dhaille      | LRDG  |                                         |
| 08 |           | Henriette Fernez  | LRDG  |                                         |

### Union de la droite et du centre
| N° | Candidats | Candidats                | Parti | Principales fonctions                               |
| -- | --------- | ------------------------ | ----- | --------------------------------------------------- |
| 01 |           | Agnès Canayer            | LR    | Sénatrice sortante, conseillère municipale du Havre |
| 02 |           | Pascal Martin            | MR    | Sénateur sortant, conseiller départemental          |
| 03 |           | Catherine Morin-Desailly | LC    | Sénatrice sortante, conseillère régionale           |
| 04 |           | Patrick Chauvet          | LC    | Conseiller départemental, maire de Buchy            |
| 05 |           | Virginie Lucot-Avril     | LR    | Conseillère départementale, maire d'Aumale          |
| 06 |           | Jean-François Bloc       | UDI   | Conseiller régional, maire de Quiberville           |
|    |           |                          |       |                                                     |
| 07 |           | Cécile Sineau-Patry      | UDI   | Conseillère départementale                          |
| 08 |           | Mario Demazières         | LR    | Maire de Saint-Clair-sur-les-Monts                  |

### Debout la France
| N° | Candidats | Candidats        | Parti | Principales fonctions         |
| -- | --------- | ---------------- | ----- | ----------------------------- |
| 01 |           | Patrick Bucourt  | DLF   | Maire de Heuqueville          |
| 02 |           | Estelle Séraphin | DLF   | Adjointe au maire d'Étretat   |
| 03 |           | François Pointel | DLF   | Maire de Saint-Denis-sur-Scie |
| 04 |           | Armelle Bouillé  | DLF   |                               |
| 05 |           | Didier Lager     | DLF   |                               |
| 06 |           | Agnès Devineau   | DLF   |                               |
|    |           |                  |       |                               |
| 05 |           | Éric Lambert     | DLF   |                               |
| 06 |           | Florence Tessier | DLF   |                               |

### Liste Rassemblement National
| N° | Candidats | Candidats            | Parti | Principales fonctions |
| -- | --------- | -------------------- | ----- | --------------------- |
| 01 |           | Guillaume Pennelle   | RN    |                       |
| 02 |           | Françoise Duchaussoy | RN    |                       |
| 03 |           | Frédéric Groussard   | RN    |                       |
| 04 |           | Anaïs Thomas         | RN    |                       |
| 05 |           | Patrice Martin       | RN    |                       |
| 06 |           | Stacy Blondel        | RN    |                       |
|    |           |                      |       |                       |
| 07 |           | Stéphane Delahaye    | RN    |                       |
| 08 |           | Isabelle Bihet       | RN    |                       |

## Résultats
| Tête de liste                                                                             | Tête de liste            | Liste                              | Voix  | %     | Sièges |  |
| ----------------------------------------------------------------------------------------- | ------------------------ | ---------------------------------- | ----- | ----- | ------ |  |
|                                                                                           | Agnès Canayer            | Divers droite (LR - LC - MR - UDI) | 1 423 | 46,78 | 4      |  |
| La Seine-Maritime, une passion commune !                                                  |                          |                                    | 1 423 | 46,78 | 4      |  |
|                                                                                           | Didier Marie             | Parti socialiste                   | 707   | 23,24 | 1      |  |
| Nos communes sont notre force                                                             |                          |                                    | 707   | 23,24 | 1      |  |
|                                                                                           | Céline Brulin            | Parti communiste français          | 525   | 17,26 | 1      |  |
| Avec Céline Brulin, mettons la commune au cœur de la République                           |                          |                                    | 525   | 17,26 | 1      |  |
|                                                                                           | Véronique Bérégovoy      | Europe Écologie Les Verts (G.s)    | 234   | 7,69  | 0      |  |
| Écologie et solidarité pour nos communes                                                  |                          |                                    | 234   | 7,69  | 0      |  |
|                                                                                           | Guillaume Pennelle       | Rassemblement national             | 89    | 2,93  | 0      |  |
| Liste localiste présentée par le Rassemblement national pour le rééquilibrage territorial |                          |                                    | 89    | 2,93  | 0      |  |
|                                                                                           | Patrick Bucourt          | Debout la France                   | 40    | 1,31  | 0      |  |
| Liberté - égalité - ruralité !                                                            |                          |                                    | 40    | 1,31  | 0      |  |
|                                                                                           | Mickaël Baron            | Divers gauche (LRDG)               | 24    | 0,79  | 0      |  |
| La République des territoires                                                             |                          |                                    | 24    | 0,79  | 0      |  |
|                                                                                           |                          |                                    |       |       |        |  |
| Votes exprimés                                                                            | Votes exprimés           | Votes exprimés                     | 3 042 | 98,38 |        |  |
| Votes blancs                                                                              | Votes blancs             | Votes blancs                       | 24    | 0,78  |        |  |
| Votes nuls                                                                                | Votes nuls               | Votes nuls                         | 26    | 0,84  |        |  |
| Total                                                                                     | Total                    | Total                              | 3 092 | 100   | 6      |  |
| Abstention                                                                                | Abstention               | Abstention                         | 85    | 2,68  |        |  |
| Inscrits / participation                                                                  | Inscrits / participation | Inscrits / participation           | 3 177 | 97,32 |        |  |